# Nghĩa Hòa, Chư Păh
Nghĩa Hòa là một xã thuộc huyện Chư Păh, tỉnh Gia Lai, Việt Nam.
Xã Nghĩa Hòa có diện tích 22 km², dân số năm 2020 là 4.641 người, mật độ dân số đạt 203 người/km².